# Gibasis matudae
Gibasis matudae là một loài thực vật có hoa trong họ Commelinaceae. Loài này được D.R.Hunt ex Stant mô tả khoa học đầu tiên năm 1973.